# اجانگ
اجانگ (به انگلیسی: Ajang) یک منطقهٔ مسکونی در هند است که در مهاراشترا واقع شده‌است.

## خصوصیات
اجانگ ۴٬۰۰۰ نفر جمعیت دارد.